# Antonio Alarcón
Antonio Alarcón Vergara (Córdoba, España, 30 de marzo de 1944), más conocido como Antonio Alarcón, es un exfutbolista español que se desempeñaba como centrocampista.

## Carrera deportiva
A los 26 años, Alarcón fichó por el Córdoba CF en la temporada 1970-1971, cuando el equipo jugaba en la Segunda División de España aunque no llegó a disputar ningún partido esa temporada. Esa misma temporada, el equipo logró ascender a Primera División, por lo que los primeros partidos que disputó como profesional, un total de 27 encuentros, fueron en la máxima categoría, así como también estrenándose en la Copa del Generalísimo. Fue la primera vez que tuvo minutos sobre el terreno, y a la vez, la primera y última vez que jugaría en Primera División, puesto que al finalizar la temporada, el equipo bajaría a Segunda División. 
La temporada 72-73, logró jugar las 38 jornadas del campeonato regular, siendo el período que más partidos jugaría en su carrera. En su tercer año, defendió la camiseta casi en la totalidad de encuentros, 32 ocasiones. Su última temporada en el Córdoba y en el fútbol profesional, llegaría a la temporada 1974-75. A lo largo de las distintas temporadas consecutivas en el Córdoba, Alarcón llegó a disputar 11 encuentros en la Copa del Generalísimo.
| Club                   | País   | Año       |
| ---------------------- | ------ | --------- |
| Córdoba Club de Fútbol | España | 1970-1975 |